# Enrique Stewart
Enrique Stewart war ein uruguayischer Politiker.
Stewart hatte als Repräsentant des Departamento Paysandú in der 18. Legislaturperiode im Zeitraum vom 23. Februar 1894 bis zum 14. Februar 1897 ein Titularmandat als Abgeordneter in der Cámara de Representantes inne. Sodann war er in der 19. Legislaturperiode vom 18. Dezember 1897 bis zum 10. Februar 1898 stellvertretender Abgeordneter als Vertreter des Departamentos Flores.